# 尼斯托斯
尼斯托斯（法語：Nistos，法語發音：[nistɔs]）是法国上比利牛斯省的一个市镇，属于巴涅尔德比戈尔区。

## 地理
尼斯托斯（43°1'2"N, 0°28'45"E）面积32.59 平方千米，位于法国奧克西塔尼大區上比利牛斯省，该省份为法国西南部内陆省份，北至热尔省，西接大西洋比利牛斯省，南与西班牙接壤，东临上加龙省。
与尼斯托斯接壤的市镇（或旧市镇、城区）包括：比兹、费雷尔、埃什、萨库埃、萨朗科兰、塞克。
尼斯托斯的时区为UTC+01:00、UTC+02:00（夏令时）。

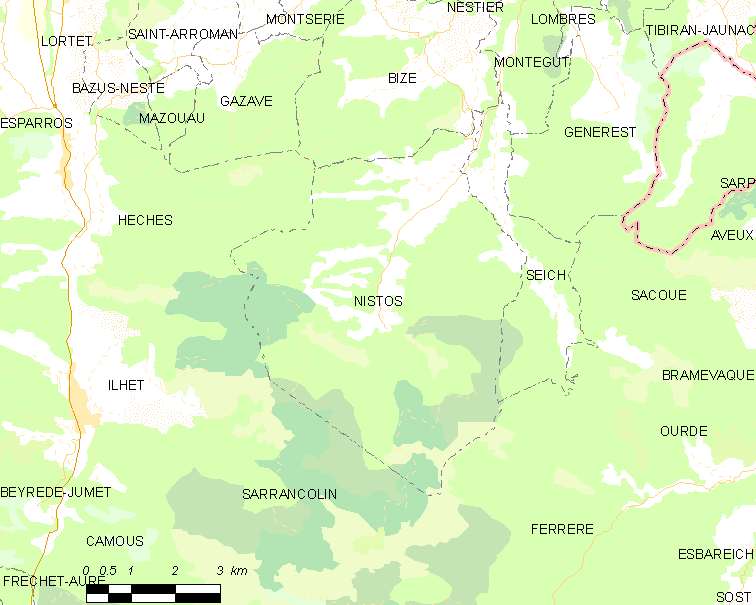
尼斯托斯的OSM定位图

## 行政
尼斯托斯的邮政编码为65150，INSEE市镇编码为65329。

## 政治
尼斯托斯所属的省级选区为巴鲁斯谷县。

## 人口

1962-2008年间尼斯托斯人口变化图示

尼斯托斯于2022年1月1日时的人口数量为210人。